# Non ci resta che il crimine - La serie
Non ci resta che il crimine - La serie è una serie televisiva italiana trasmessa su Sky Serie dal 1° al 15 dicembre 2023. Si tratta dell'adattamento televisivo della trilogia cinematografica di Massimiliano Bruno iniziata nel 2019 con il film omonimo, al quale sono seguiti Ritorno al crimine (2021) e C'era una volta il crimine (2022) e riprende il racconto subito dopo gli eventi dell'ultimo film.

## Trama
Giuseppe scopre di essere stato adottato e decide di tornare di nascosto nell'estate del 1970 quando la madre, una studentessa comunista, lo stava per abbandonare. I vecchi compagni di viaggio Moreno e Claudio lo raggiungono perché hanno bisogno di lui per risolvere alcuni guai finanziari e decidono di aiutarlo. Nel 1970 i tre iniziano a frequentare un collettivo di studenti di sinistra dove Giuseppe entra in confidenza con Linda, la sua vera madre, con l'intento di dissuaderla dall'abbandonare il neonato Giuseppe mentre Claudio si infiltra nel gruppo di Junio Valerio Borghese per sventare il golpe Borghese.

## Episodi
| nº | Titolo             | Prima TV         |
| -- | ------------------ | ---------------- |
| 1  | L'happening        | 1º dicembre 2023 |
| 2  | Il collettivo      | 1º dicembre 2023 |
| 3  | La controinchiesta | 8 dicembre 2023  |
| 4  | Il principe        | 8 dicembre 2023  |
| 5  | Il ring            | 15 dicembre 2023 |
| 6  | Govinda            | 15 dicembre 2023 |

## Personaggi e interpreti

### Personaggi principali
- Moreno Filipponi, interpretato da Marco Giallini. Il più cinico del gruppo.
- Giuseppe, interpretato da Gianmarco Tognazzi. Commercialista insoddisfatto che, dopo aver scoperto di essere stato adottato, decide di tornare indietro nel tempo per incontrare la madre.
- Claudio Ranieri, interpretato da Giampaolo Morelli. Insegnante precario, scrittore senza successo e promesso sposo di un'ereditiera
- Gianfranco, interpretato da Massimiliano Bruno. Lo scienziato del gruppo, l'unico che conosce il funzionamento dei portali temporali.
- Duccio Casati, interpretato da Maurizio Lastrico. Ricco borghese che ha a cuore le cause del movimento studentesco.

### Personaggi secondari
- Linda Valori, interpretata da Grace Ambrose. Vera madre di Giuseppe e membro del collettivo.
- Sergio Brana, interpretato da Kabir Tavani. Poliziotto infiltrato nel collettivo comunista e vero padre di Giuseppe.
- Matilde “Dida” Orsolini della Berardesca, interpretata da Sara Baccarini. Membro del collettivo e fiamma di Moreno.
- Marisa, interpretata da Liliana Fiorelli. Assistente di Gianfranco e nel 1970 agente segreto.
- Delfina, interpretata da Elisabetta Pellini. Moglie di Claudio.
- Padre di Moreno, interpretato da Paolo Bonacelli.
- Padre di Giuseppe, interpretato da Mariano Rigillo.
- Daniela Colagi, interpretata da Daniela Virgilio. Vedova di un politico fascista che avrà una storia con Claudio.
- Nunzio Petrucci, interpretato da Claudio Corinaldesi. Capo della milizia squadrista e braccio destro di Borghese.
- Junio Valerio Borghese, interpretato da Stefano Abbati.
- Ada, interpretata da Asja Mascarini. Ragazza del collettivo.
- Conte Orsolini della Berardesca, interpretato da Mattia Sbragia. Padre di “Dida”, compagna di Moreno nel 1970, e fiancheggiatore di Borghese.
- ?, interpretato da Filippo Maria Macchiusi.
- Membro del collettivo, interpretata da Sofia Ferrero.
- Membro del collettivo, interpretato da Alessio Simonetti.
- Membro del collettivo, interpretato da Marco Todisco.
- ?, interpretata da Martina Venturi.
- ?, interpretata da Dafne Montalbano.
- Membro del collettivo, interpretata da Elisabetta Anella.
- Prigioniera con Gianfranco, interpretata da Cristina Fogazzi.
- Padre di Moreno nel 1970, interpretato da Matteo Milani.
- Nostalgico fascista, interpretato da Maurizio Tabani
- Clemente Zampardi, interpretato da Stefano Fregni. Imprenditore che partecipa alle riunioni per il golpe Borghese.
- Ennio Flaiano, interpretato da Riccardo Leto.

## Riconoscimenti
- Nastri d'argento - Grandi Serie
  - 2024 – Candidatura alla miglior serie TV - Commedia[4]